# Opere e poetica di Giovanni Verga

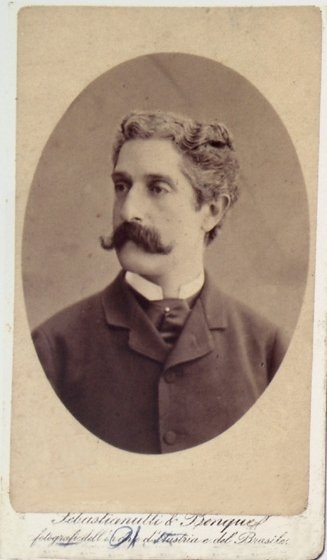
Ritratto di Verga

L'attività letteraria di Giovanni Verga, dopo le prime opere giovanili e di scarso rilievo, può essere divisa in due fasi: una prima caratterizzata dalle descrizioni di ambienti artistici e dell'alta società, in cui unisce residui romantici e modi scapigliati con la tendenza generica a una letteratura "vera" e "sociale"; una seconda che può essere definita quella propriamente verista.

## Opere

### Le opere giovanili

#### Amore e patria

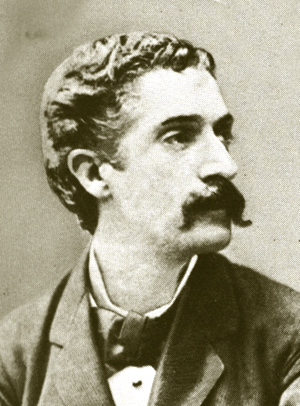
Ritratto di Giovanni Verga

Le opere giovanili comprendono tutti i testi scritti da Verga durante l'età giovanile, fino ai sedici anni. Abbiamo il suo primo romanzo Amore e patria, scritto tra il 1856 e 1857. Rimase però inedito sino al 1929, poiché la sua scrittura venne considerata troppo acerba. Successivamente Federico De Roberto e Lina Perroni ne pubblicano alcuni capitoli. Esso narra un avvenimento della guerra d'indipendenza americana e descrive grandi eroi ma anche vili traditori con uno stile romantico dove la passione amorosa si intreccia a quella patriottica. La storia ha un lieto fine. A guerra terminata il protagonista, il colonnello Edoardo di Walter, giovane di bell'aspetto e ardente patriota, sposa la pura e bella Eugenia di Redward.

#### I carbonari della montagna
La vera attività letteraria di Verga si fa iniziare con il romanzo storico I carbonari della montagna scritto nel 1860 e pubblicato tra il 1861 e il 1862 a Catania per l'editore Galàtola a spese dell'autore in quattro volumi. Esso risente di tutte le letture fatte in quei tempi dal giovane, dall'Abate al Castorina, dal Manzoni al Foscolo, dal D'Azeglio a Byron, Dumas e Scott oltre ai vari poemi cavallereschi.
Il romanzo, di carattere idealmente autobiografico, è pieno di forte amore di patria e di "risentimenti antifrancesi".
La vicenda si svolge nel 1810-1812 durante la guerra partigiana dei carbonari che combattono per ottenere l'indipendenza. I Borboni, per combattere l'usurpatore Gioacchino Murat raccolgono uomini coraggiosi al comando del giovane Corrado. L'intreccio avventuroso vedrà alla fine il giovane protagonista che, deluso per il tradimento dei Borboni e di Carolina, la donna che ama, morirà restando però venerato da tutte le genti d'Italia.

#### Sulle lagune
Nell'appendice del quotidiano di Firenze "La Nuova Europa" viene pubblicato a puntate, il 5 e 9 agosto 1862 e tra il 13 gennaio ed il 15 marzo 1863, il racconto lungo "Sulle lagune", terza opera giovanile dello scrittore, nel quale prevalgono i motivi romantici e l'eco dell'opera foscoliana Jacopo Ortis.
La vicenda si svolge tra Venezia e Oderzo (TV) nel periodo del dominio austriaco (qui deplorato) dal settembre del 1860 al 1861 e racconta la storia d'amore del giovane ufficiale ungherese Stefano de Keller (antiaustriaco) e la giovane opitergina Giulia Collini (patriota italiana), che, dopo aver superato numerosi ostacoli, riescono a fuggire insieme su una gondola verso Chioggia con la decisione di suicidarsi per protesta contro le prepotenze austriache.

### La prima maniera
Risalgono alla prima maniera tutti quei romanzi, come Una peccatrice del 1866, Storia di una capinera del 1869, Eva del 1873, Eros e Tigre reale del 1875, che si possono considerare autobiografici nel senso che, come scrive Giuseppe Petronio, "... il Verga mirava a effondere stati d'animo e sentimenti che erano anche suoi, e a vivere, nei suoi libri, avventure non vissute effettivamente ma sognate".
Oltre a questo suo desiderio autobiografico si trova però in questi romanzi la volontà di analizzare la società del suo tempo, soprattutto dello strato sociale più elevato, mettendo in evidenza i fallimenti sentimentali e l'immoralità, non solo dei singoli personaggi ma di tutta la società.
Le storie di questi primi romanzi, dal tono spiccatamente melodrammatico, descrivono tutte un mondo che, se pur descritto, è in un certo senso negato "... la baronessa russa è sconfitta dall'amor familiare, e il treno che ne porta in Russia il cadavere si incontra in una stazione, simbolicamente, con quello che porta in villeggiatura il suo ex amante con la moglie e la figlia. Enrico Landi, il pittore romantico e bohémien di Eva, sconfitto nell'arte e nell'amore, ferito in duello e ammalato, va a morire in Sicilia, tra gli affetti, sia pure oleografici della famiglia: il mondo della passione, del lusso, dei sentimenti facili e superficiali, si svela più debole di altre cose, più semplici ma sane, radicate nel costume sociale e nella coscienza dei personaggi".

In una lettera scritta a Felice Cameroni il 18 luglio del 1875 lo scrittore, come se presagisse la conclusione di questa sua prima fase, scrive:

#### Una peccatrice
Nel 1866 Verga pubblica il romanzo Una peccatrice che aveva iniziato a Catania e terminato a Firenze durante il suo primo soggiorno. In esso si ritrovano molti di quei motivi che il giovane scrittore riprenderà, rielaborandoli, nei romanzi che seguiranno. È anche considerato un romanzo autobiografico, sebbene Verga non lo ritenga tale: arriverà addirittura a ripudiare l'opera negli anni successivi.

#### Storia di una capinera

Particolare della prima edizione di Storia di una capinera, con l'autografo di Verga

Storia di una capinera, romanzo scritto in forma epistolare e definito dallo stesso Verga in una lettera a Louis Edouard Rod di "genere romantico e sentimentale", venne scritto nell'estate del 1869 e pubblicata nel 1871 ottenendo subito un grande successo. In esso si intravedono alcuni temi tipicamente verghiani come quello della famiglia e della campagna.
Il romanzo, pur presentando una sensibilità ultraromantica, "... presenta anche uno studio dell'ambiente ben documentato e la ricerca di verità e di efficacia sociale".

#### Eva
Il romanzo Eva, pubblicato nel 1873, narra la passione di un giovane pittore per una ballerina e in esso si nota "un notevole realismo nello studio della psicologia di Eva e nella considerazione dell'influenza decisiva del motivo economico sulla vicenda amorosa".

#### Eros
Il romanzo Eros, pubblicato nel 1875 è un romanzo "mondano" costruito sulla violenza delle passioni in un mondo raffinato ed elegante ma falso e "costituisce una tappa significativa nell'iter narrativo dello scrittore siciliano (influenzato dal milanese clima scapigliato), un bisogno di semplicità e naturalezza, di verità, dopo tanti artifici di sentimenti, di situazioni, di linguaggio".

#### Tigre reale
Tigre reale, pubblicato da Brigola nel 1875, narra la storia dell'attrazione del giovane diplomatico Giorgio La Ferlita per una contessa russa "avida e capricciosa, malata di tisi e condannata a breve vita". Anche in questo romanzo spiccano alcuni di quei temi "... che ritroveremo nell'arte compiuta del Verga maturo, in una disposizione di toni e di parole che nascono con un timbro loro e ci obbligano ad appoggiare la voce su alcune e smorzarla su altre".

### Il graduale passaggio al verismo

#### Nedda
Nel 1874 la serie di romanzi romantici e sentimentali, che però denunciavano già una forma di pre-verismo, vengono interrotti da una novella, intitolata Nedda, completamente diversa sia per l'argomento trattato che per lo stile. In essa Verga non descrive più il mondo borghese dell'alta società milanese o fiorentina, ma il mondo umile e povero, lontano da ogni specie di vita mondana, di un piccolo paese siciliano. In Nedda si avverte, come già nei precedenti romanzi, l'accusa contro un certo tipo di società, ma l'accusa in questo caso è molto più concreta e si basa su uno studio attento e realistico di una situazione sociale ben precisa che l'autore denota di ben conoscere.

#### Primavera e altri racconti
Nel 1876 l'editore Brigola di Milano pubblica la prima raccolta di novelle dello scrittore intitolata Primavera e altri racconti che verrà ristampata nel 1877 con l'aggiunta di Nedda. Le novelle erano apparse precedentemente sulla rivista "Illustrazione italiana" e "Strenna italiana". Il tema comune che lega queste novelle dal carattere eterogeneo è l'amore e in esse si possono già cogliere significativi tratti di realismo. Tra le novelle più riuscite di questa raccolta si ricorda Primavera, dove viene narrata la storia d'amore di una sartina, chiamata la Principessa, per Paolo, un giovane musicista giunto a Milano dove "... girondolava, masticando pensieri musicali, e sogni di giovinezza e di gloria". In questa novella l'autore ritenta, come già aveva fatto in Nedda e in qualche passo di Eros, l'uso del discorso indiretto libero che adotterà in seguito e che risulterà una nuova e vincente tecnica narrativa.

### Il verismo
Dopo Nedda, che può considerarsi un episodio isolato, Verga continuò a scrivere i romanzi alla prima maniera, per poi riprendere dopo un po' di anni le posizioni stilistiche e umane che aveva espresso nella novella, iniziando così la sua nuova fase narrativa. Risalgono al 1880 la raccolta di Vita dei campi, al 1883 la raccolta Novelle rusticane e la progettazione di cinque romanzi del Ciclo dei Vinti del quale scrisse i primi due: I Malavoglia nel 1881 e Mastro-don Gesualdo nel 1888 con la pubblicazione tra i due, nel 1882, di un romanzo tra la vecchia maniera e la nuova, intitolato Il marito di Elena.
Lo sfondo di tutte queste opere sono i luoghi intorno a Catania al quale lo scrittore era fortemente legato e hanno tutte come protagonisti uomini di umili origini sociali, come contadini, pastori, pescatori, artigiani. Se vengono messi in scena alcuni rappresentanti della nobiltà del paese, essi hanno tutti caratteristiche assai diverse dal modo di pensare dei primi personaggi verghiani. Tutto quindi cambia, dai temi, all'ambiente e ai personaggi dando spazio allo scrittore per una nuova maniera di intendere l'arte e la vita.

#### Vita dei campi
La nuova stagione dello scrittore si può far iniziare con la raccolta di novelle intitolata Vita dei campi, pubblicata a Milano dall'editore Treves nel 1880, che può essere considerata "il primo capolavoro della narrativa verghiana; un libro che contiene alcune tra le sue più celebri novelle, da Rosso Malpelo a Jeli il pastore, da Cavalleria rusticana a Fantasticheria.
In queste novelle Verga descrive, dal punto di vista popolare, gli eventi e le situazioni di quell'ambiente contadino siciliano che egli conosceva bene e a cui era particolarmente legato, focalizzando l'attenzione sul piccolo mondo locale.

#### Il "Ciclo dei Vinti"
Lo scrittore siciliano aveva progettato un ciclo di cinque romanzi, Il ciclo dei vinti, dei quali, però, scrisse solo i primi due: I Malavoglia (1881) e Mastro-don Gesualdo (1889), ai quali interpose Il marito di Elena (1882), romanzo che mostra ancora l'indecisione di Verga all'adozione del verismo.
I successivi tre titoli che dovevano completare il ciclo non furono mai scritti: essi comprendono La duchessa di Leyra (di cui rimangono solo i primi capitoli), L'onorevole Scipioni e L'uomo di lusso. Questi ultimi, in ordine, dovevano narrare la sconfitta di quella vanità che può sussistere solo ad un alto livello sociale, la sconfitta nelle ambizioni politiche tese alla conquista del potere, e la sconfitta nell'ambizione dell'artista che aspira alla gloria.

#### I Malavoglia
I Malavoglia è la storia di una famiglia, i cui membri sono rimasti sconfitti nel loro grande sforzo per uscire dalla miseria: è la lotta per il progresso allo stato elementare, in un ambiente i cui problemi sono quelli del pane quotidiano e le possibilità di mobilità sociale sono ridotte a zero.

#### Mastro-don Gesualdo
Mastro-don Gesualdo è la sconfitta di chi, vinta la battaglia per una migliore condizione economica, aspira alla promozione sociale e spera di conquistarla attraverso un matrimonio combinato, per accedere alla nobiltà.

#### Novelle rusticane

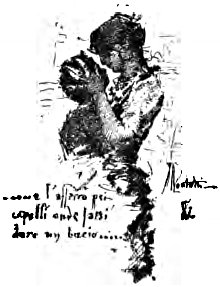
Un'illustrazione originale delle Novelle rusticane

Novelle rusticane è una raccolta di 12 novelle pubblicate a Torino dall'editore Casanova nel 1883; secondo Sarah Zappulla Muscarà, "Mirabili, nella loro sofferta, opprimente desolazione, percorse da un più cupo pessimismo e nessun spiraglio di luce sembra illuminare i protagonisti di questa disperata tragedia del vivere". Le novelle rusticane sono il secondo scritto verista di Verga e tratta la tematica della "roba". Qui Verga introduce le tematiche socio-economiche della Sicilia del tempo. Secondo Verga, riesce a far fronte agli imprevisti della natura solo chi riesce ad accumulare più beni (terre, denaro), secondo la "legge del più forte". È dunque necessario curare i possessi materiali.

#### Per le vie

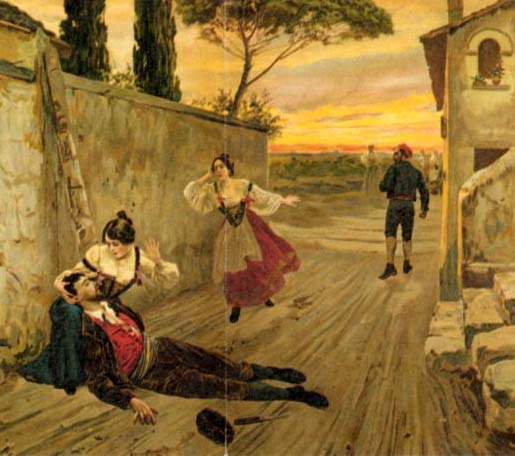
Un'illustrazione della novella Cavalleria rusticana

Risale al 1883 anche la pubblicazione da parte dell'editore Treves della raccolta di novelle intitolata Per le vie che vede come protagonisti gli emarginati di una grande città come Milano in continua lotta per la sopravvivenza. è composta da dodici racconti. 

#### Drammi intimi
La raccolta di novelle Drammi intimi, pubblicata a Roma nel 1884 da Sommaruga contiene "Ancora fantasticherie erotiche, "malsane divagazioni della mente", amori che uccidono ed insieme novelle rusticane".

### Ultima fase creativa
Nella sua tarda stagione creativa, Verga scrisse ancora due raccolte di novelle: I ricordi del capitano d'Arce (1891) e Don Candeloro & C. (1894). 
Nel 1905 compose infine un romanzo breve tratto da un dramma omonimo che aveva scritto nel 1903, Dal tuo al mio dove si assiste all'evolversi del suo pensiero sociale. Quando il movimento operaio si rafforzò e cominciò ad organizzarsi, passò da un'adesione commossa alla diffidenza. Il romanzo descrive il voltafaccia di un capolega operaio che, avendo sposato la figlia del padrone, si trova sia economicamente che socialmente dalla parte finora contestata.

#### Teatro
Oltre alla composizione delle opere narrative, Verga va ricordato anche per aver contribuito alla nascita di un teatro verista in Italia.
Egli infatti scrisse la sceneggiatura per drammi tratti dalle sue novelle: Cavalleria rusticana (1884) e La lupa (1894), alle quali seguirono opere scritte espressamente per il teatro: In portineria (1885), i due "bozzetti scenici" La caccia al lupo e La caccia alla volpe (1901), e infine Dal tuo al mio (1903), poi adattato in romanzo breve.

## Poetica e tecnica narrativa
La poetica di Verga esprime un grande pessimismo, che unisce l'impossibilità dell'elevazione del proprio essere, tramite quella di tipo economico o sociale: lo troviamo nei Malavoglia, dove la famiglia che vuole elevarsi economicamente finisce letteralmente per disintegrarsi, e in tutte le sue altre opere. Alla base del pessimismo di Verga sta la profonda convinzione che la società moderna sia dominata dal meccanismo della lotta per la vita.
Alla fine, Verga ci vuol fare capire che non dobbiamo mai lasciare quello che abbiamo, perché andremmo incontro alla sconfitta: "mai lasciar la strada vecchia per quella nuova".

### Il pessimismo

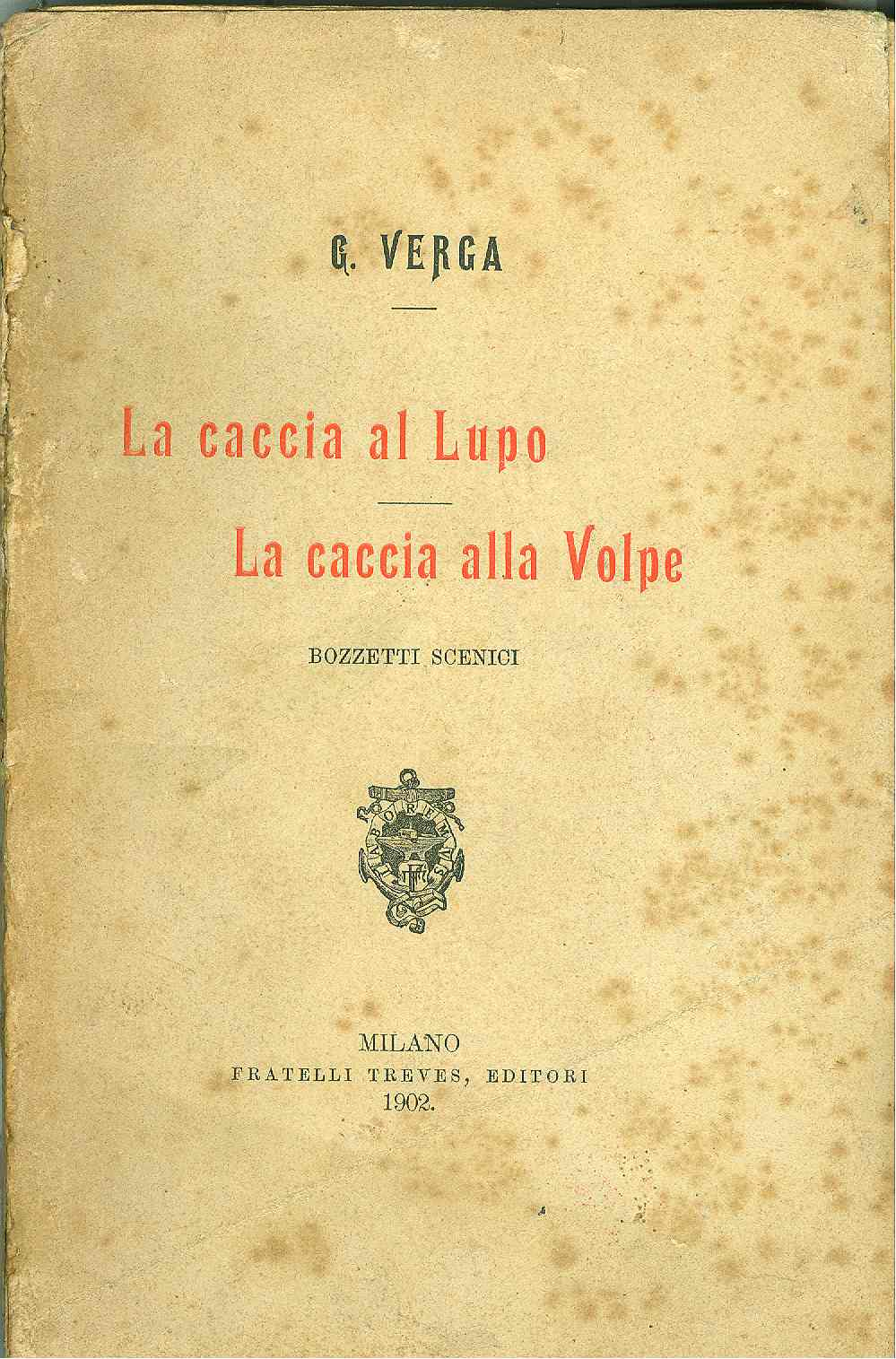
La caccia al lupo - La caccia alla volpe. Bozzetti scenici, ed. Treves, Milano 1902

Nella Prefazione al Ciclo dei Vinti, dalla quale si apprende l'ideologia verghiana, egli afferma, fra l'altro, che l'autore non deve intervenire perché non ha il diritto di giudicare e di criticare gli eventi: chi scrive deve quindi usare la tecnica dell'impersonalità, che si configura come il modo più adatto per esprimere una realtà di fatto, ovvero la presenza incontrastata del Male nel mondo. La vita è infatti una dura lotta per la sopravvivenza, e quindi per la sopraffazione: un meccanismo crudele che schiaccia i deboli e permette ai forti di vincere. È questa la legge della natura – la legge del diritto del più forte – che nessuno può modificare in quanto necessaria.
Si perviene perciò all'illegittimità di giudizio e di critica da parte dell'autore, dato che il cambiamento non è comunque possibile: tanto vale lasciare che le cose vadano come devono naturalmente andare. Quella della natura è una legge dura e spietata – che già Darwin aveva intuito e formulato nella legge della selezione naturale e che il darwinismo sociale aveva fatto propria – e ad essa non ci sono alternative: come direbbero i latini, dura lex sed lex. L'autore deve solamente limitarsi a fotografare la realtà, descrivendo i meccanismi che ne stanno a fondamento; la posizione verghiana è pertanto diversa da quella di Émile Zola: non c'è denuncia, bensì solo constatazione nuda e cruda della realtà per quella che è. Il verismo autentico si attua perciò solamente nella forma, e la letteratura assume la funzione di studiare ciò che è dato e quindi di rappresentare fedelmente il reale. Verga non è però indifferente ai problemi del suo tempo, in quanto conservatore, galantuomo del Sud e non socialista: è significativo infatti che parli dopotutto dei vinti e non dei vincitori. Il suo linguaggio lucido e disincantato lo porta però a scrivere della realtà denunciandone la crudeltà senza mitizzazioni: non c'è pietismo, ma solo osservazione lucida del vero. È questa la concezione pessimistica di Verga circa la condizione umana nel mondo, una condizione che l'uomo non può modificare perché gli è fondamentalmente propria. Egli, alla pari di chi scrive, deve solamente limitarsi alla nuda constatazione di uno spettacolo immutabile, in cui ogni giudizio o proposta di cambiamento si rivelano vani ed insignificanti. In questo senso, le possibilità umane nel mondo sono pesantemente limitate.
Tale visione è pessimistica e tragica perché Verga, positivisticamente, non credeva nella Provvidenza, e Dio è assente dai suoi libri; ma non credeva nemmeno in un avvenire migliore da conquistarsi sulla terra, con le forze degli uomini.
Vinto è chiunque voglia rompere con il passato in maniera improvvisa e clamorosa, senza esservi preparato, mentre coloro che accettano il proprio destino con rassegnazione cosciente posseggono saggezza e moralità.
La concezione verghiana della durezza della vita e l'attenzione dello scrittore al mondo degli umili appaiono evidenti in un passo della novella Fantasticheria: "Vi siete mai trovata, dopo una pioggia di autunno, a sbaragliare un esercito di formiche, tracciando sbadatamente il nome del vostro ultimo ballerino sulla sabbia del viale? Qualcuna di quelle povere bestioline sarà rimasta attaccata alla ghiera del vostro ombrellino, torcendosi di spasimo; ma tutte le altre, dopo cinque minuti di pànico e di viavai, saranno tornate ad aggrapparsi disperatamente al loro monticello bruno. Voi non ci tornereste davvero, e nemmen io; ma per poter comprendere siffatta caparbietà, che è per certi aspetti eroica, bisogna farci piccini anche noi, chiudere tutto l'orizzonte fra due zolle, e guardare col microscopio le piccole cause che fanno battere i piccoli cuori. Volete metterci un occhio anche voi, a cotesta lente, voi che guardate la vita dall'altro lato del cannocchiale? Lo spettacolo vi parrà strano, e perciò forse vi divertirà." 
La scoperta dell'umanità delle plebi, l'analisi del risvolto negativo del progresso, e quindi delle lacrime e del sangue di cui esso grondava, dietro la sua facciata rilucente, spinsero Verga a considerare il presente e il futuro con un pessimismo che lo indusse alla critica della società borghese, ma anche alla rinuncia sfiduciata ad ogni tentativo di lotta.
Verga, pur avendo frequentato ambienti aperti e spregiudicati, restò intimamente legato alla mentalità siciliana profondamente tradizionalista e fatalista; anche l'ideologia politica restò epidermica e retorica, senza abbracciare le teorie socialiste.
Il contatto con la borghese e disinvolta società milanese (1872 – 1893) lo spinse a ripensare l'intero codice dei valori.
Il critico Gaetano Trombatore individua tre aspetti fondamentali nell'opera verghiana: un elemento filosofico, cioè la teoria dell'evoluzione (lotta per l'esistenza e perciò la visione degli attriti delle classi sociali); un elemento letterario, cioè la teoria e gli esempi del naturalismo francese; un elemento politico-sociale, cioè le inchieste e i dibattiti sulla questione meridionale. La questione meridionale portò Verga alla scoperta della Sicilia, sua terra natale; "non di una Sicilia mitica e leggendaria; ma della terra in cui viveva quella popolazione di derelitti dei quali egli aveva fino ad allora guardato, senza sentirle pungenti nel suo cuore, le chiuse sofferenze".

### L'impersonalità

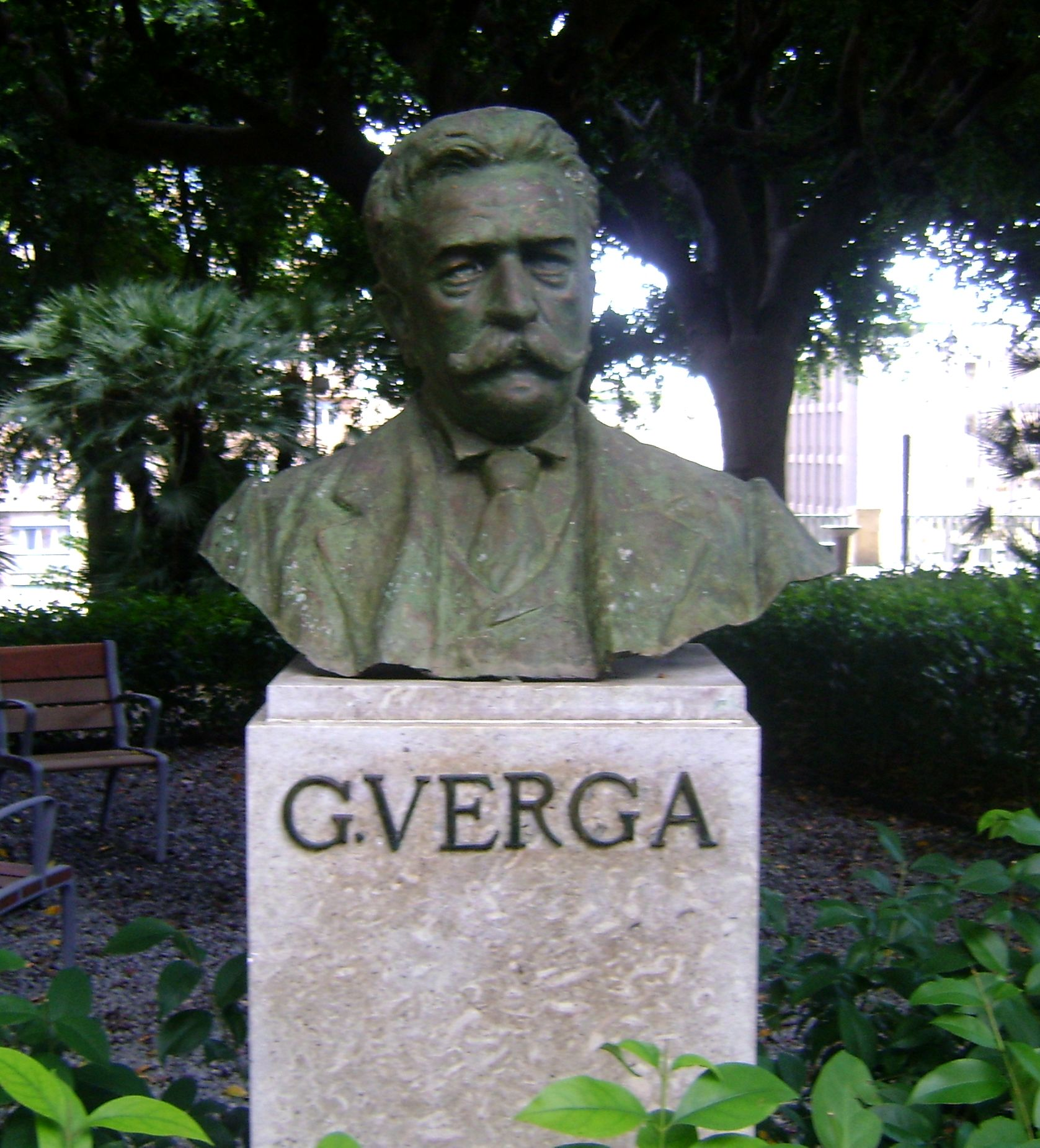
Erma di Giovanni Verga

Secondo la sua visione, la rappresentazione artistica deve conferire al racconto l'impronta di cosa realmente avvenuta; per far questo deve riportare "documenti umani"; ma non basta che ciò che viene raccontato sia reale e documentato: deve anche essere riportato in modo da porre il lettore "faccia a faccia col fatto nudo e schietto", in modo che non abbia l'impressione di vederlo attraverso "la lente dello scrittore". Per questo lo scrittore deve "eclissarsi", cioè non deve comparire nel narrato con le sue reazioni soggettive, le sue riflessioni, le sue spiegazioni, come nella narrativa tradizionale. L'autore deve inoltre "mettersi nella pelle" dei suoi personaggi, "vedere le cose coi loro occhi ed esprimerle colle loro parole" (regressione). In tal modo, la sua mano "rimarrà assolutamente invisibile" nell'opera, tanto che l'opera dovrà sembrare "essersi fatta da sé", "essere sorta spontanea come fatto naturale, senza serbare alcun punto di contatto col suo autore", proprio come una fotografia.
Nella conclusione della prefazione a I Malavoglia scrive: "Chi osserva questo spettacolo non ha il diritto di giudicarlo; è già molto se riesce a trarsi un istante fuori dal campo della lotta per studiarla senza passione, e rendere la scena nettamente, coi colori adatti, tale da dare la rappresentazione della realtà, com'è stata, o come avrebbe dovuto essere". Inoltre Verga scrive nella lettera dedicatoria a Salvatore Farina, prefazione alla novella L'amante di Gramigna: "[...] la mano dell'artista rimarrà assolutamente invisibile, allora avrà l'impronta dell'avvenimento reale, l'opera d'arte sembrerà essersi fatta da sé [...]".

### La tecnica narrativa
Nelle sue opere effettivamente l'autore si "eclissa", si cala "nella pelle" dei personaggi, vede le cose "coi loro occhi" e le esprime "colle loro parole". A raccontare infatti non è il narratore onnisciente tradizionale, che riproduce il livello culturale, i valori, i principi morali, il linguaggio dello scrittore stesso ed interviene continuamente nel racconto ad illustrare gli antefatti o le circostanze dell'azione, a tracciare il ritratto dei personaggi, a spiegare i loro stati d'animo e le motivazioni psicologiche dei loro gesti, a commentare e giudicare i loro comportamenti, a dialogare col lettore, ma un occhio che osserva i fatti senza darne interpretazione; starà poi al lettore, sulla scorta delle proprie idee e convinzioni, dare un significato a ciò che l'autore ha riportato sulle pagine del libro. In questo modo, la letteratura verghiana si configura come scientifica ed oggettiva, capace di esporre delle vicende senza l'intrusione teoretica dello scrittore.
Il punto di vista dell'autore non si avverte -quasi- mai nelle opere di Verga: la "voce" che racconta si colloca tutta all'interno del mondo rappresentato, è allo stesso livello di personaggi.

### La concezione della società
Verga vede la società come una specie di giungla intricata, in cui gli uomini sono costretti alla violenza ed alla sopraffazione, per sopravvivere; una giungla in cui vige la spietata - ma naturale - legge del più forte. In questo senso, è possibile porre delle analogie con lo stato di natura teorizzato da Hobbes, per cui l'uomo è lupo degli altri uomini ("homo hominis lupus"); la differenza sta però nel fatto che questa condizione non è stata superata, secondo Verga, dalla costituzione di uno Stato legiferante, bensì vige ancora in tutta la sua crudeltà nella vita di tutti i giorni, soprattutto tra le classi sociali più disagiate.

### La svolta verista
La cosiddetta "svolta" verista nacque dal proposito di contrapporre alla mentalità borghese la schiettezza di un'umanità umile, travagliata, eppure capace di conservare intatti i valori tradizionali ed affettivi.
A tal fine Verga teorizzò uno stile antiromanzesco il cui fulcro fu il canone dell'impersonalità.
Come verista, Verga intese svelare le conseguenze eticamente negative del progresso economico, voluto ed attuato dalla borghesia.

## L'arte e la lingua

### L'influsso del naturalismo
Verga, nella convinzione che il romanzo moderno dovesse rappresentare tutta la società, accettò le linee generali del naturalismo, descrivendo accuratamente l'ambiente e il momento storico, indispensabili alla spiegazione della psicologia dei personaggi, che immise direttamente nell'azione lasciando che il loro carattere si svelasse attraverso il loro comportamento.

## Le tecniche narrative

### La tecnica dell'impersonalità
Egli, inoltre, come già detto, insistette in modo particolare sull'impersonalità narrativa, affermando che lo scrittore deve restare assolutamente invisibile, e il romanzo deve avere l'impronta dell'avvenimento reale, e l'opera d'arte deve apparire un fatto naturale, senza serbare alcun punto di contatto con la personalità dell'autore.
Nelle opere di Verga, il narratore è calato nella vicenda per mentalità, linguaggio, cultura, canoni di giudizio, valori etici, consuetudini e si rivolge, apparentemente, ad ascoltatori appartenenti a quella stessa società.
In Rosso Malpelo si può, ad esempio, parlare di narratore corale.
Nella prefazione a L'amante di Gramigna, Verga sostenne che oggetto del romanzo devono essere i fatti veri ("l'opera d'arte sembrerà essersi fatta da sé"), e quindi degni di analisi scientifica, ma che la letteratura non è solo questo. Il romanzo deve infatti basarsi sull'obiettività ed è da considerarsi riuscito quando ha la naturalezza della realtà e l'autore dimostra di essere al di fuori della vicenda che narra. Anche nella conclusione della Prefazione a I Malavoglia ribadisce il concetto dell'impersonalità.

## La lingua
Verga, anche nella lingua, perseguì un'aderenza assai rigorosa ai personaggi e all'ambiente utilizzando il discorso indiretto libero che rendeva bene la tecnica dello straniamento che l'autore usava. Inoltre, Verga fa ampio uso di termini ed espressioni dialettali, persino volgari, per mantenere una forte corrispondenza con il mondo reale.

### Il discorso indiretto libero
La narrazione è dominata da una prosa "parlata", intessuta di dialoghi, apparentemente incolore, nella quale si avverte la cadenza dialettale e che fa uso del discorso indiretto libero.

### L'uso dei proverbi
L'uso dei proverbi, con la sua suggestione di saggezza arcaica, ha la funzione di evocare un mondo mitico ormai morente, edificato e cristallizzato al di là del tempo, ricco di valori e tradizioni, ma anche di pregiudizi e meschinità.
Alla stessa finalità risponde la concatenazione di periodi e capitoli mediante la ripetizione di un termine o di un'espressione, oppure certe formule che individuano i caratteri salienti di un personaggio e che sono espressione di luoghi comuni, fortemente radicati nella mentalità popolare.

### La soluzione linguistica
La soluzione linguistica fu originale, infatti, la lingua era, per i veristi italiani, il problema più grave perché avevano intorno a sé una società più regionale che nazionale, e una lingua nazionale solo a livello letterario.
Giovanni Verga fu il solo, dei veristi, ad avere il coraggio di adottare una soluzione radicale: non una lingua parlata, che non c'era; non la lingua regionale, che avrebbe costretto il libro in un ambito ristretto; bensì una lingua italiana intessuta di espressioni e vocaboli locali, adatta a caratterizzare i personaggi ed a nascondere l'autore, costruita sulla stessa semplice struttura sintattica della lingua siciliana, al fine di semplificarne la lettura da parte di persone poco istruite.

### Romanzo verghiano e romanzo manzoniano
L'esigenza di una rappresentazione del mondo degli umili, presente nei Promessi sposi e nel genere realistico della narrativa del Romanticismo, ritorna nelle opere di Verga, ma con diverse caratteristiche. Alla partecipazione costante di Manzoni nelle vicende narrate, si contrappone l'impersonalità di Verga, ben dichiarata nella conclusione della Prefazione a I Malavoglia e nella lettera dedicatoria a Salvatore Farina, Prefazione alla novella L'amante di Gramigna. Inoltre diverso è il pessimismo che caratterizza i due scrittori: il pessimismo manzoniano si apre alla fede nella Provvidenza divina, mentre il pessimismo verghiano è senza speranza, rassegnato e fatalistico, per cui gli umili appaiono indifesi contro il destino e le leggi ferree della vita. Quanto poi alla lingua, la redazione definitiva dei Promessi sposi è scritta in fiorentino colto, mentre Verga, pur scrivendo in italiano, utilizza i modi tipici del siciliano parlato nella sintassi, nei modi di dire, nel lessico.

## Le sue opere e la lirica
Pietro Mascagni ha messo in musica il soggetto della novella Cavalleria rusticana su libretto di Guido Menasci e Giovanni Targioni-Tozzetti.

## Le sue opere e il cinema
I romanzi e le opere di Verga hanno ispirato diversi film e sono stati motivi ispiratori fin dalla nascita del cinema italiano.
Nel 1916 viene diretta da Giovanni Pastrone il film muto Tigre reale dove la Contessa Natka è Pina Menichelli mentre Alberto Nepoti è l'ambasciatore Giorgio la Ferlita. Il film è stucchevole e insiste molto sugli aspetti romantici.
La novella più diretta, invece, è Cavalleria rusticana, prima da Ugo Falena nel 1916 e poi da Mario Gargiulo nel 1924 dove Alfio era recitato da Giovanni Grasso. Nel 1939 viene messo girato un film musicale, sempre sullo stesso tema, diretto da Amleto Palermi con Isa Pola nella parte di Santuzza, Doris Duranti nella parte di Lola, Carlo Ninchi in Alfio e Leonardo Cortese in Turiddu.
Il suo maggiore romanzo, I Malavoglia, è alla base de La terra trema, girato da Luchino Visconti nel 1948 su dialoghi di Antonio Pietrangeli. Il film sfiora il documentario e gli stessi attori sono tutti pescatori siciliani che parlano il loro dialetto. In pratica il realismo di Verga viene qui esaltato dal neo-realismo del regista ottenendo ottimi risultati.
Verga diventa ispiratore di parecchi registi importanti. Nel 1953 Alberto Lattuada realizza La lupa che però viene attualizzata, ambientando il dramma nell'immediato dopoguerra. Il risultato non è sui livelli di Visconti. Vi recitano Kerima nella parte della protagonista, Ettore Manni in Lasca, May Britt in Maria Maricchia.
Gli stessi attori sono nell'anno seguente nel film La cavalleria rusticana di Carmine Gallone con May Britt nella parte di Santuzza, Ettore Manni in Turiddu, Kerima in Lola e un giovane Anthony Quinn in Alfio.
Nel 1968 lo stesso soggetto rappresentato nell'opera di Pietro Mascagni, viene trasposto per la TV tedesca da Åke Falck, è il primo regista straniero che prende in esame le opere di Verga. Qualche anno dopo Carlo Lizzani riprende L'amante di Gramigna (1969) in una produzione italo-bulgara. Il tema dell'opera di Verga viene ripreso in una chiave socio-politica e trasposto al presente. Questo nonostante ottimi attori come Gian Maria Volonté nel ruolo di Gramigna, Stefania Sandrelli in Gemma e Ivo Garrani .
Negli anni successivi si hanno solo delle rappresentazioni dell'opera di Mascagni nel 1982 con Franco Zeffirelli, nel 1990 con Peter Goldfarb e nel 1996 con Liliana Cavani, sono comunque o opere minori dei registi o opere per la TV.
Una ripresa ispirativa in Verga si ha sempre con Franco Zeffirelli in Storia di una capinera nel 1993 con Angela Bettis in Maria, Johnathon Schaech in Nino e Sara-Jane Alexander in Annetta. Il risultato non è degli ottimi e la storia appare molto stucchevole e poco convincente: in pratica i difetti del romanzo, prodotto nei primi anni dell'attività di Verga, vengono qui esasperati.
Nel 1996 è stata invece prodotta La lupa di Gabriele Lavia. Il film presenta Monica Guerritore, Giancarlo Giannini, Michele Placido e Raoul Bova. Il risultato non ha convinto la critica ma il giudizio è stato migliore presso il pubblico. Rispetto alla versione di Lattuada questo film è più fedele a Verga e insiste maggiormente sulla crudezza.